# Серж Н'Гессан
Серж Н'Гессан (фр. Serge N'Guessan; нар. 31 липня 1994, Абіджан) — івуарійський футболіст, півзахисник клубу «Нансі» та національної збірної Кот-д'Івуару.

## Клубна кар'єра
У дорослому футболі дебютував 2012 року виступами за команду «АФАД Джекану», в якій провів чотири сезони.
Влітку 2016 року перейшов у французький «Нансі». Відтоді встиг відіграти за команду з Нансі 8 матчів в національному чемпіонаті.

## Виступи за збірну
18 жовтня 2015 року дебютував в офіційних матчах у складі національної збірної Кот-д'Івуару в матчі проти Гани (1:2). Наступного року був учасником чемпіонату африканських націй 2016 року, на якому здобув «внутрішньою» збірною бронзові медалі турніру. В ході цього змагання він забив свій гол за збірну у матчі проти Камеруну (3:0) у чвертьфіналі. В підсумку той гол було визнано найкрасивішим на турнірі.
У складі національної збірної був учасником Кубка африканських націй 2017 року у Габоні.
Наразі провів у формі головної команди країни 13 матчів, забивши 1 гол.